# Die Bülent Ceylan Show
Die Bülent Ceylan Show war eine deutsche Comedy-Show mit Bülent Ceylan, die zwischen 2011 und 2017 auf dem Fernsehsender RTL ausgestrahlt wurde.

## Konzept
Bülent Ceylan kommentiert die Ereignisse der Woche und diskutiert über Alltagsangelegenheiten. Dabei schlüpft der Comedian auch in seine unterschiedlichen Rollen als Harald, Hasan, Aslan, Anneliese oder Mompfred Bockenauer. Zwischendurch werden Einspieler gezeigt, beispielsweise Umfragen von Ceylan in Fußgängerzonen. Oft wird auch das Saalpublikum miteinbezogen. In jeder Sendung begrüßt Ceylan zudem mindestens einen Stargast.
Die erste und zweite Staffel besteht aus jeweils sechs Folgen zu je 60 Minuten (netto ohne Werbeunterbrechungen ca. 52 Minuten). Produziert wurden die Sendungen von Brainpool im Auftrag von RTL und aufgezeichnet im Coloneum in Köln. Die Ausstrahlung erfolgte wöchentlich, Staffel 1, 2 & 4 samstags, Staffel 3 & 5 freitags.
Im Frühjahr 2017 wurden sechs neue Folgen der Bülent Ceylan Show in einem neuen Design ausgestrahlt. Gäste waren unter anderem Kaya Yanar, Dieter Nuhr, Carolin Kebekus, Ralf Schmitz, Chris Tall, Olaf Schubert und Martin Rütter.

## DVD-Veröffentlichung
Vier Staffeln der Bülent Ceylan Show sind auf DVD erhältlich. Die erste Staffel kam am 2. März 2012 auf den Markt, Staffel 2 wurde am 10. Mai 2013 veröffentlicht. Am 6. Dezember 2013 erschienen die dritte und vierte Staffel zusammen in einer Ausgabe. Über eine Veröffentlichung der Bülent Ceylan Show auf Blu-ray ist derzeit nichts bekannt.

## Episodenliste

Altes Logo der Show bis 2013

| Nr. ges. | Nr. | Erstausstrahlung | Gäste                                                  |
| -------- | --- | ---------------- | ------------------------------------------------------ |
| 1        | 1   | 19. Februar 2011 | Atze Schröder                                          |
| 2        | 2   | 5. März 2011     | Kaya Yanar                                             |
| 3        | 3   | 12. März 2011    | Sascha Grammel                                         |
| 4        | 4   | 26. März 2011    | Cindy aus Marzahn                                      |
| 5        | 5   | 2. April 2011    | Mario Barth, Gülcan Kamps, Chippendales, Norman Langen |
| 6        | 6   | 9. April 2011    | Olaf Schubert, Dave Davis, Söhne Mannheims             |

| Nr. ges. | Nr. | Erstausstrahlung | Gäste                          |
| -------- | --- | ---------------- | ------------------------------ |
| 7        | 1   | 10. März 2012    | Xavier Naidoo                  |
| 8        | 2   | 17. März 2012    | Cindy aus Marzahn              |
| 9        | 3   | 24. März 2012    | Badesalz, Martin Rütter        |
| 10       | 4   | 31. März 2012    | Kaya Yanar                     |
| 11       | 5   | 7. April 2012    | Dave Davis, Korn               |
| 12       | 6   | 14. April 2012   | Atze Schröder, Daniele Negroni |

| Nr. ges. | Nr. | Erstausstrahlung   | Gäste                                 |
| -------- | --- | ------------------ | ------------------------------------- |
| 13       | 1   | 14. September 2012 | Harald Glööckler                      |
| 14       | 2   | 21. September 2012 | Uwe Ochsenknecht                      |
| 15       | 3   | 28. September 2012 | Tom Beck, Dieter Nuhr                 |
| 16       | 4   | 5. Oktober 2012    | Michael Mittermeier, Kissin’ Dynamite |
| 17       | 5   | 12. Oktober 2012   | Kaya Yanar, Blue Men Group, Nubya     |
| 18       | 6   | 19. Oktober 2012   | René Marik, In Extremo                |

| Nr. ges. | Nr. | Erstausstrahlung   | Gäste                                            |
| -------- | --- | ------------------ | ------------------------------------------------ |
| 19       | 1   | 7. September 2013  | Helge Schneider, Dergin Tokmak                   |
| 20       | 2   | 14. September 2013 | Eckart von Hirschhausen                          |
| 21       | 3   | 21. September 2013 | Steffen Hallaschka, Eko Fresh, Heinrich Del Core |
| 22       | 4   | 28. September 2013 | Sascha Grammel                                   |
| 23       | 5   | 5. Oktober 2013    | Kaya Yanar, Stefan Raab                          |
| 24       | 6   | 12. Oktober 2013   | Carolin Kebekus                                  |